# One Big Union
One Big Union è un romanzo scritto da Valerio Evangelisti, pubblicato nel 2011.

## Trama
Il romanzo parla dell'attività di Robert Coates, di origini nordirlandesi: spia che si inserisce nel movimento sindacale statunitense. Entrato nell'Industrial Workers of the World, cerca di impedire la crescita del sindacato stesso e la creazione del One Big Union, ossia un progetto politico volto a unificare i sindacati.

## Edizioni
- Valerio Evangelisti, One Big Union, Strade blu. Dark, Mondadori, 2011, ISBN 9788804611561.